# Mick Shea
Michael „Mick“ A. Shea (* 2. September 1939 in London) ist ein ehemaliger britischer Radrennfahrer.

## Sportliche Laufbahn
Nach einigen Erfolgen bei den Junioren gewann Shea 1963 das Eintagesrennen Archer Grand Prix, das Lester Young Memorial und den Brighton Trophy Grand Prix. In seinem ersten Einsatz im britischen Milk Race 1961 wurde er als 43. klassiert, er startete für die britische Nachwuchsauswahlmannschaft. In der nationalen Meisterschaft im Straßenrennen der Amateure 1964 wurde er Zweiter hinter Peter Gordon. Er gewann die All London Championship Road. Shea bestritt die Tour de l’Avenir und wurde 70. der Gesamtwertung.
1966 gewann er das Croydon Premier Road Race und bestritt das Straßenrennen bei den Commonwealth Games. Die Internationale Friedensfahrt fuhr er 1963 und wurde 75. des Endklassements.
Er fuhr zum Ende seiner Laufbahn als Unabhängiger im Radsportteam Holdsworth-Campognolo.